# 阿爾巴特站 (菲利線)
阿爾巴特站（羅馬化：Arbatskaya）是莫斯科地鐵菲利線的一個車站，竣工於1935年。阿爾巴特站是莫斯科地鐵最早開通的車站之一，車站的地上部分為紅色，非常醒目。

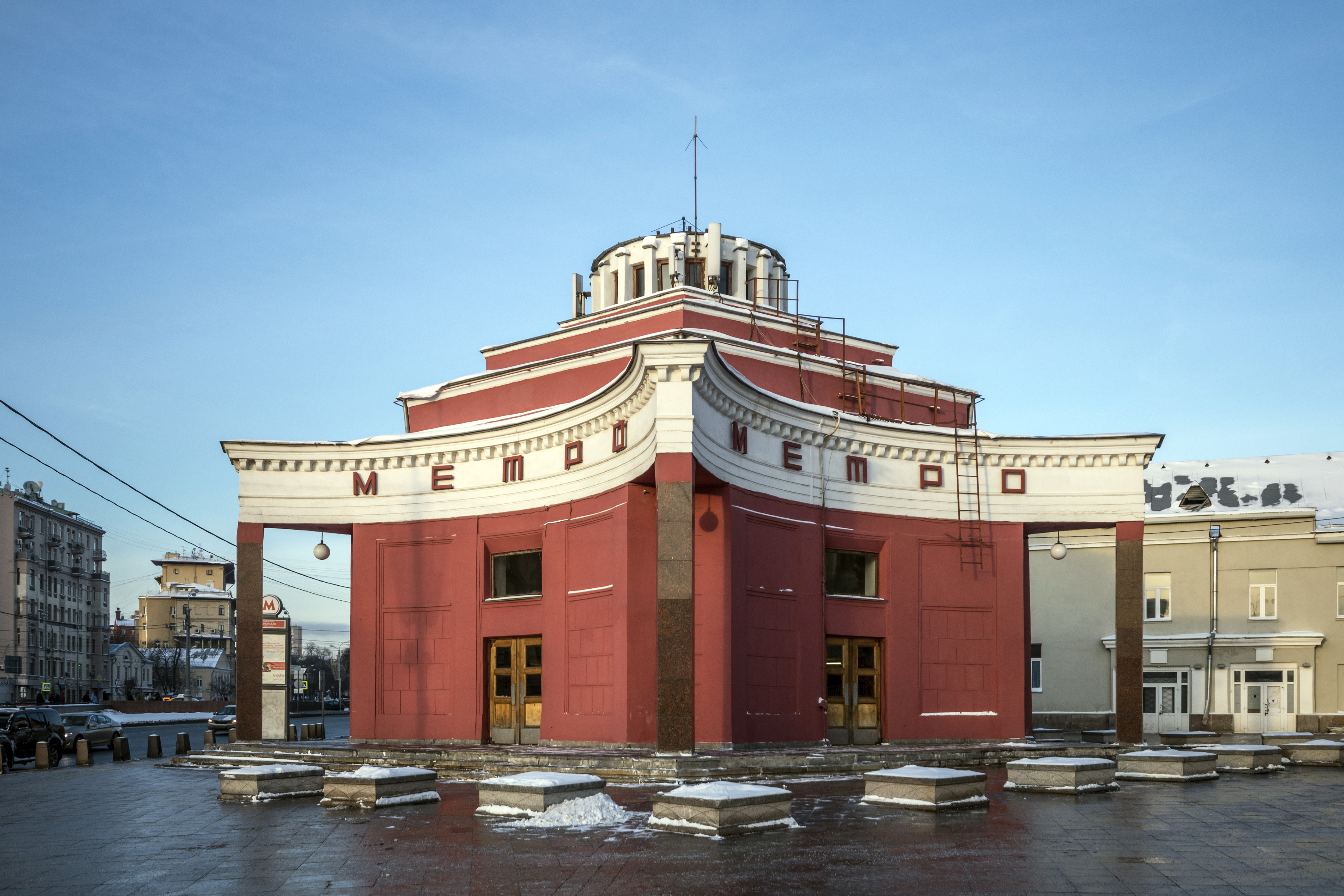
車站建築